# 16 пресечки
„16 пресечки“ (на английски: 16 Blocks) е филм от 2006 г. с участието на Брус Уилис, Мос Деф и Дейвид Морс и режисиран от Ричард Донър.

## Сюжет
Внимание:  Текстът по-долу разкрива сюжета на произведението (или части от него)!
Джак Мосли (Брус Уилис) е вече възрастен и уморен от живота полицай, на когото е възложено да ескортира затворник до съда, който се намира на 16 пресечки от затвора. Не след дълго обаче Мосли разбира, че човекът, когото ескортира, е важен свидетел в дело срещу негови колеги – полицаи от Ню Йорк. Така Джак трябва да избира между верността си към останалите полицаи и дълга си да заведе затворника невредим в съда.